# Beit Ta'mir
Beit Ta'mir (àrab: خربة بيت تعمر, Ḫirbat Bayt Taʿmir) és una vila de la governació de Betlem, al centre de Cisjordània, situada 6 kilòmetres al sud-oest de Betlem. Segons l'Oficina Central d'Estadístiques de Palestina (PCBS), tenia 1.547 habitants en 2016. La vila rep el nom per la tribu beduïna 'Arab al-Ta'mira de l'àrea de Betlem, i amb Tuqu' i Za'atara forma el grup de viles 'Arab al-Ta'mira.